# 国際連合安全保障理事会決議84
国際連合安全保障理事会決議84（こくさいれんごうあんぜんほしょうりじかいけつぎ84）は、1950年7月7日に国際連合安全保障理事会で採択された決議。
北朝鮮軍による韓国への侵攻が平和の破壊を構成すると判断した安保理は、国際連合加盟国に対し、北朝鮮の攻撃を撃退し、この地域の平和と安全を回復するために必要な援助を韓国に提供するように勧告した。さらに、安保理は、韓国に軍事力その他の援助を提供している全て加盟国が、これらの軍事力と援助をアメリカ合衆国の下にある統一司令部に提供するよう勧告した。そして、安保理はアメリカに対し、その軍の司令官を指定するよう要請し、同司令官が北朝鮮軍に対する作戦の過程で自らの裁量で国際連合の旗を使用することを許可した。最後に、安保理はアメリカに対し、統一司令部がとった行動について適宜報告するよう要請した。
この決議は、賛成7、反対0、棄権3で採択された。賛成したのはイギリス、中華民国、キューバ、エクアドル、フランス、ノルウェー、アメリカ、棄権したのはエジプト、インド、ユーゴスラビアである。ソビエト連邦は1950年1月以降、中国の国連における代表権が中華人民共和国ではなく中華民国に割り当てられていることに抗議して国連の全ての会合をボイコットしていたため、この安保理の会合にも出席しておらず、ソ連の拒否権は行使されなかった。